# Liste der Biografien/Jop
Liste der Biografien |
Portal Biografien |
Personensuche
# |
A |
B |
C |
D |
E |
F |
G |
H |
I |
J |
K |
L |
M |
N |
O |
P |
Q |
R |
S |
T |
U |
V |
W |
X |
Y |
Z |
?
 
Ja |
Jb |
Jd |
Je |
Jh |
Ji |
Jj |
Jl |
Jn |
Jm |
Jo |
Jp |
Jr |
Js |
Jt |
Ju |
Jv |
Jw |
Jy
 
Joa–Jog |
Joh |
Joi–Jom |
Jon |
Joo |
Jop |
Jor |
Jos |
Jot |
Jou |
Jov |
Jow |
Jox |
Joy |
Joz
Die Liste der Biografien führt alle Personen auf, die in der deutschsprachigen Wikipedia einen Artikel haben. Dieses ist eine Teilliste mit 42 Einträgen von Personen, deren Namen mit den Buchstaben „Jop“ beginnt.

## Jop
- Jop, Franciszek (1897–1976), polnischer Priester, Bischof von Opole
- Jop, Mariusz (* 1978), polnischer Fußballspieler

### Jope
- Jope, Bernhard (1914–1995), deutscher Luftwaffenoffizier und Kampfflieger
- Jope, Margaret (1913–2004), britische Biochemikerin
- Jope, Martyn (1915–1996), englischer Archäologe
- Jopek, Anna Maria (* 1970), polnische Sängerin
- Jopek, Bernd (* 1967), deutscher Fußballspieler
- Jopek, Björn (* 1993), deutscher Fußballspieler
- Jopez (* 1986), deutscher Musikproduzent und DJ

### Jopi
- Jopia, Claudio (* 1991), chilenischer Fußballspieler

### Jopk
- Jopke, Georg (1929–2017), deutscher Journalist und Chefredakteur in Potsdam

### Jopl
- Joplin, Janis (1943–1970), US-amerikanische Sängerin, Rock- und BluesmusikerinJanis Joplin (1943–1970)

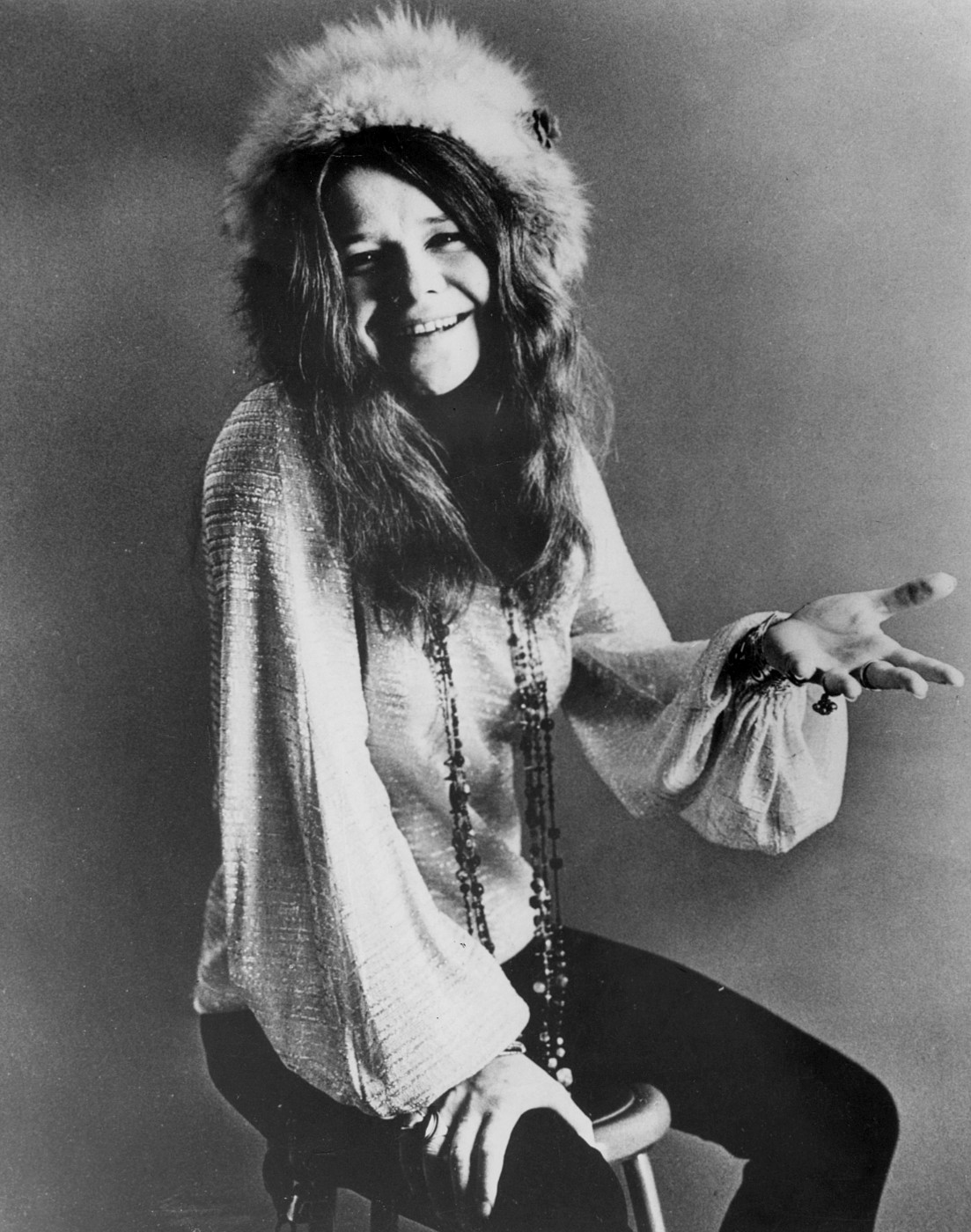
Janis Joplin (1943–1970)

- Joplin, Scott († 1917), US-amerikanischer Komponist und Pianist
- Jopling, Louise (1843–1933), englische Malerin
- Jopling, Michael, Baron Jopling (* 1930), britischer Politiker und Mitglied des House of Lords, Mitglied des House of Commons

### Jopp
- Jopp, Arthur (1902–1990), deutscher Schauspieler und Regisseur
- Jopp, Bodo (* 1952), deutscher Fußballtorhüter
- Jopp, Johann, österreichischer Gutsbesitzer und Politiker
- Jopp, Vanessa (* 1971), deutsche Regisseurin
- Joppe, Björn (* 1978), deutscher Fußballspieler
- Joppi, Franco (* 1989), österreichischer Fußballspieler
- Joppich, Alexander (* 1995), österreichischer Fußballspieler
- Joppich, Friedrich (1888–1979), deutscher Kleintierzüchter und Fachbuchautor
- Joppich, Gerhard (1903–1992), deutscher Kinderarzt
- Joppich, Godehard (1932–2024), deutscher römisch-katholischer Theologe, Kantor und Professor
- Joppich, Karl (1908–1940), deutscher Fußballspieler
- Joppich, Peter (* 1982), deutscher FlorettfechterPeter Joppich (* 1982)

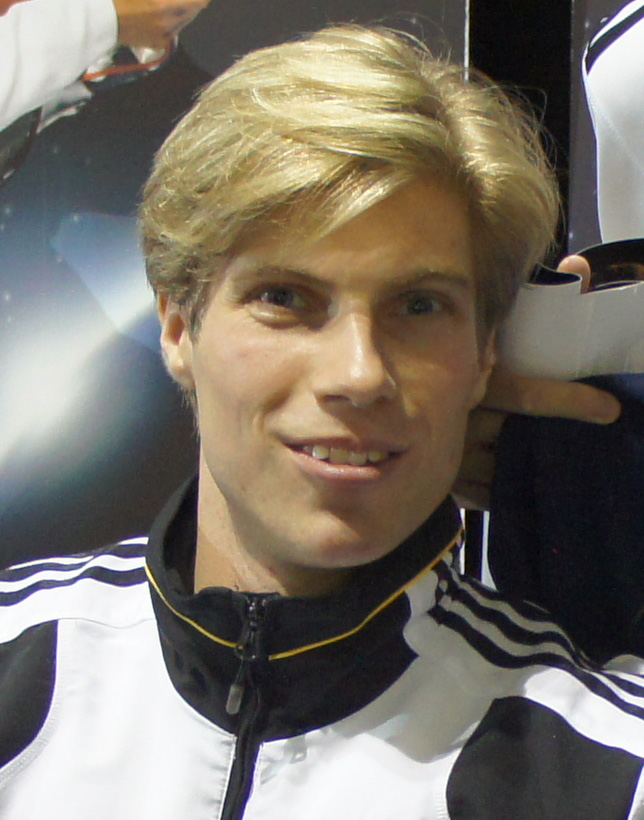
Peter Joppich (* 1982)

- Joppien, Anett-Maud (* 1959), deutsche Architektin und Hochschullehrerin
- Joppien, Anja (* 1968), deutsche Fußballspielerin
- Joppien, Björn (* 1981), deutscher Badmintonspieler
- Joppien, Mike (* 1978), deutscher Badmintonspieler
- Joppien, Reiner (1928–2002), deutscher Architekt, Maler und Bildhauer
- Joppien, Rüdiger (* 1946), deutscher Kunsthistoriker und Museumkurator
- Joppig, Gunther (* 1943), deutscher Musikhistoriker
- Joppke, Christian (* 1959), deutscher Soziologe und Hochschullehrer
- Joppy, William (* 1970), US-amerikanischer Boxer

### Jops
- Jopson, Reginald Keith (1898–1957), britischer Botschafter

### Jopt
- Jopt, Harald (1924–2016), deutscher Schauspieler
- Jopt, Herbert (1918–1991), deutscher Politiker (SED)
- Jopt, Lisa (* 1982), deutsche Schauspielerin, Hörspiel- und Synchronsprecherin
- Jopt, Ronald (* 1963), deutscher Artist, Clown und Schauspieler
- Jopt, Uwe (* 1944), deutscher Psychologe